# Anne Moody
Anne Moody, nome di battesimo Essie Mae Moody (Centreville, 15 settembre 1940 – Gloster, 5 febbraio 2015), è stata una scrittrice e attivista statunitense afroamericana.
Ha scritto sulle sue esperienze di vita nelle zone rurali del Mississippi e del suo successivo coinvolgimento nel movimento dei diritti civili attraverso NAACP, CORE e SNCC. Moody combatté contro il razzismo e la segregazione fin da bambina e proseguì con l'attivismo anche da adulta, specialmente in Mississippi.

## Biografia
All'anagrafe Essie Mae Moody, Anne nacque il 15 settembre 1940, prima di otto figli. Dopo la separazione dei suoi genitori, avvenuta quando aveva 5 o 6 anni, Anne crebbe con sua madre, Elmira detta Toosweet ("troppo dolce"), a Centreville, in Mississippi, mentre il padre si trasferì a Woodville con la nuova moglie, Emma.
In giovane età iniziò a lavorare per le famiglie bianche della zona, pulendo le loro case ed aiutando i loro figli con i compiti solo per pochi dollari la settimana. Nel frattempo otteneva ottimi voto a scuola e dava una mano alla chiesa di Mount Pleasant. Dopo il diploma con lode rilasciatole da una scuola superiore per soli neri (ai tempi vigeva ancora la segregazione scolastica), frequentò il Junior College di Natchez, anch'esso unicamente per afroamericani, dopo aver vinto una borsa di studio per il basket nel 1961.
Successivamente si trasferì al Tougaloo College con una borsa di studio accademica per potersi laureare. A quei tempi prese parte al Congress of Racial Equality (CORE), alla National Association for the Advancement of Colored People e allo Student Nonviolent Coordinating Committee. Dopo la laurea, la Moody divenne una lavoratrice a tempo pieno per il movimento dei diritti civili, partecipando a numerose manifestazioni pacifiche e sit-in presso ristoranti o locali quali Woolworth a Jackson. In quell'occasione, una folla di bianchi attaccò lei ed il suo gruppo, versando loro addosso farina, sale, zucchero e senape, come raffigura una fotografi del Jackson Daily News. Due settimane dopo il sit-in, il leader del NAACP del Mississippi, Medgar Evers, fu assassinato davanti alla sua casa di Jackson. A causa della sua protesta, Anne Moody fu arrestata a Jackson ed in seguito di nuovo arrestata per aver protestato all'interno di un ufficio postale con altri tredici manifestanti, tra cui Joan Tumpauer, Doris Erskine, Jeanette Re, Lois Chaffee.
Durante la Freedom Summer, lavorò per il CORE nella città di Canton. Nel 1967 si sposò con un uomo bianco, Austin Strauss, laureato alla NYU, dal quale divorziò pochi anni dopo. Rimasta da sola, si dedicò completamente al movimento per i diritti civili. Nel 1969, il suo libro Coming of Age in Mississippi ("Crescere nel Mississippi") ricevette il Brotherhood Award dal National Council of Christians and Jews, nonché il premio per il miglior libro dell'anno da parte della National Library Association. Nel 1971 diede alla luce suo figlio, Sasha Strauss. Nel 1972 con la sua famiglia si trasferì a Berlino dopo aver ricevuto una borsa di studio a tempo pieno. Rimase in Europa fino al 1974. Trovò un impiego presso la Cornell University e vendette una collezione di short stories nel 1975, una delle quali intitolata "Una nuova speranza per gli anni Settanta" (New Hope for the Seventies) vinse il secondo premio per la rivista Mademoiselle. Declinò ogni invito a concedere interviste o a posare nuda, ma dopo aver scritto un sequel per la sua biografia dal titolo Farewell to Toosweet, dedicato alla madre e che riguarda la sua vita dal 1974 al 1984, accettò di farsi intervistare dalla giornalista Debra Spencer, a cui parlò di tanti altri libri di memorie, tuttora inediti. Alla Spencer disse anche che il suo essere assente dalle scene durante e dopo i periodi più intensi per i diritti civili fu in parte dovuto al fatto che lei, ed altre persone nella sua situazione, avevano bisogno di tempo per rimarginare le ferite fisiche e psicologiche inferte dai bianchi nei primi anni della sua vita.
Successivamente, si trasferì a New York e lavorò come consigliere per il Poverty Program della città. Negli anni Ottanta si unì al movimento anti-nucleare e nei Novanta tornò a vivere nel Mississippi, benché non si sentisse a suo agio nella sua terra natia, stando a quanto raccontato dalla sorella minore Adline Moody.

### Morte
È morta il 5 febbraio 2015 nella sua casa di Gloster, in Mississippi, dove la sorella minore Adline Moody si prendeva cura di lei. Anne soffriva di demenza senile già da diversi anni. Poco prima di morire stava per ultimare un libro, The Clay Guilly.

## Autobiografia
La sua autobiografia Coming of Age in Mississippi fu acclamata per la sua rappresentazione realistica della vita di una giovane afroamericana prima e durante il movimento dei diritti civili degli anni 1960. La sua prospettiva di vita nelle zone rurali del Mississippi è unica, benché condivisa da parecchi. Crebbe in una famiglia in cui la madre avrebbe soppresso ogni idea di mettere in discussione il modo in cui le cose stavano o il concetto stesso di segregazione. Il libro è stato pubblicato in sette lingue e venduto in tutto il mondo.

## Opere
- Coming of Age in Mississippi (autobiografia), Dial Press, New York, 1968. Ristampa Delta, 2004, ISBN 978-0385337816.
- Mr. Death: Four Stories, Harper & Row, New York, 1975; ISBN 978-0060243111